# Bahnhof München-Daglfing
Der Bahnhof München-Daglfing ist eine Betriebsstelle des Münchner Nordrings und der Bahnstrecke München Ost–München Flughafen. Er liegt im Nordosten der Stadt München zwischen den Stadtteilen Daglfing und Englschalking. Der Bahnhof wurde 1909 eröffnet und ist seit 1973 eine Station der S-Bahn München.

## Lage
Der Bahnhof München-Daglfing liegt bei Kilometer 30,571 der elektrifizierten Hauptbahn von der Abzweigstelle Steinwerk nach München-Trudering, die als Münchner Nordring bezeichnet wird. Sie ist bis Daglfing zweigleisig, im weiteren Verlauf nach Trudering nur noch eingleisig. Zudem endet im Bahnhof Daglfing bei Kilometer 5,265 die zweigleisige und elektrifizierte Hauptbahn aus München Ost, die ursprünglich Teil der durchgehenden Lokalbahn München Ost–Ismaning war. Der Bahnhof befindet sich im Westen von Daglfing, etwa 800 Meter entfernt vom alten Ortszentrum um die Kirche St. Philipp und Jakob, auf der Grenze zum Stadtteil Englschalking. Die Gleisanlagen werden südlich des heutigen Bahnsteigs von der Daglfinger Straße mit einem beschrankten Bahnübergang gequert.

## Geschichte
Die Königlich Bayerischen Staatseisenbahnen nahmen die Station Daglfing am 5. Juni 1909 zusammen mit der Lokalbahn von München Ost über Johanneskirchen nach Ismaning und Schwabing in Betrieb. Die Haltestelle wurde im Personen- und Güterverkehr genutzt und erhielt ein Empfangsgebäude im Lokalbahnstil mit integriertem Güterschuppen und eine Laderampe. Noch vor 1924 wurde die Haltestelle zum Bahnhof aufgestuft.
Mit der Elektrifizierung der Lokalbahn stattete die Deutsche Reichsbahn den Bahnhof Daglfing mit Oberleitung aus und nahm am 21. Oktober 1927 den elektrischen Betrieb auf. Nach der 1930 erfolgten Eingemeindung Daglfings nach München erhielt der Bahnhof zum 1. Oktober 1938 den Namen München-Daglfing.
Im Zuge der Errichtung des Nordrings als Güterumgehungsbahn für München nahm die Deutsche Reichsbahn am 2. Oktober 1939 eine Verbindungsstrecke von Daglfing zum Bahnhof Trudering in Betrieb, wodurch der Bahnhof Daglfing zum Trennungsbahnhof wurde. Dabei wurde der südliche Bahnhofskopf umgebaut: das durchgehende Hauptgleis aus Richtung Johanneskirchen führte fortan nach Trudering, während die Strecke aus München Ost zur einmündenden Strecke wurde. Der Bahnhof wurde mit mechanischen Stellwerken der Einheitsbauart ausgestattet. Bis 1942 ergänzte die Deutsche Reichsbahn die Strecke aus Johanneskirchen nach Trudering um ein zweites Gleis. Im Zweiten Weltkrieg wurde der Bahnhof durch einen Luftangriff am 22. September 1944 schwer beschädigt.
Um die Streckenkapazität in Vorbereitung auf die Olympischen Sommerspiele 1972 zu steigern, baute die Deutsche Bundesbahn die Strecke von München Ost nach Daglfing bis Mai 1972 zweigleisig aus. Dabei verlegte sie die Weichen im Südkopf des Bahnhofs Daglfing von Ende 1971 bis 1973 um 250 bis 500 Meter nach Süden, um die Gleislängen zu erhöhen. Seit dieser erneuten Umgestaltung des Gleisplans führen die durchgehenden Hauptgleise wieder von München Ost nach Johanneskirchen. Für den Betrieb der S-Bahn München ersetzte die Deutsche Bundesbahn die bisherigen Reiseverkehrsanlagen, die sich südlich des Bahnübergangs der Daglfinger Straße befanden, durch einen neuen Mittelbahnsteig nördlich des Bahnübergangs. Am 30. September 1973 nahm die Deutsche Bundesbahn den S-Bahn-Betrieb am Bahnhof Daglfing auf.
Zum 17. Februar 1975 schloss die Deutsche Bundesbahn die Fahrkartenausgabe im Empfangsgebäude und stellte die Abfertigung von Gepäck, Expressgut und Tieren ein. Der örtliche Güterverkehr wurde zum 24. September 1989 vollständig eingestellt. Seit 1997 werden die Weichen und Signale des Bahnhofs Daglfing aus Unterföhring ferngestellt. Das Empfangsgebäude wurde 2000 abgebrochen und an seiner Stelle ein Parkplatz errichtet.

## Anlagen

### Empfangsgebäude

Aufriss des Stationsgebäudes von der Gleisseite (1909)

Das südlich des Bahnübergangs auf der Ostseite der Gleise gelegene Empfangsgebäude von 1909 war ein eingeschossiger, holzverkleideter Bau mit traufständigem Satteldach auf einer Grundfläche von 19 m × 7 m. Es wurde im standardisierten Lokalbahnstil ausgeführt und war baugleich mit dem Stationsgebäude von Johanneskirchen. Im Gebäude waren ein Warteraum, ein Dienstraum und im Südteil eine Güterhalle untergebracht. Auf der Gleisseite der Güterhalle war eine Laderampe mit kurzem giebelständigem Vordach angebaut. 1939 erhielt das Stationsgebäude an seiner Nordwestecke einen Anbau für das Fahrdienstleiterstellwerk. Nach der Schließung der Fahrkartenausgabe 1975 wandelte die Deutsche Bundesbahn den Warteraum in einen Dienstraum um. 2000 wurde das seit der Auflassung des Stellwerks leerstehende Gebäude abgebrochen.

### Gleisanlagen und Bahnsteige
Bei ihrer Eröffnung war die Haltestelle Daglfing neben dem durchgehenden Hauptgleis mit einem Ladegleis und einem Abstellgleis ausgestattet. Nach der Inbetriebnahme des Nordrings waren in Daglfing drei Hauptgleise (Gleis 2, 3 und 4) vorhanden, an denen sich südlich des Bahnübergangs drei höhengleich erreichbare Zwischenbahnsteige mit Längen zwischen 80 und 137 Metern befanden. Zwischen den Hauptgleisen und dem Empfangsgebäude lag das einseitig nach Norden angebundene Ladegleis (Gleis 1), von dem südlich des Empfangsgebäudes ein kurzes, beidseitig angebundenes Freiladegleis mit Ladestraße abzweigte. Im Norden und Süden waren an das Ladegleis die Gleisanschlüsse zu einer Seilerei und einem Schweißwerk angebunden.
Seit 1971 ist der Bahnhof mit einem 210 m langen und 76 cm hohen Mittelbahnsteig zwischen den Gleisen 3 und 4 ausgestattet, der sich nördlich des Bahnübergangs befindet. Der Bahnsteig ist in seinem südlichen Teil überdacht und über eine Unterführung erreichbar. Zu Beginn führte die Unterführung nur auf die Westseite der Gleise; seit 1998 ist sie bis auf die Ostseite verlängert. Gleis 2 hat keinen Bahnsteig mehr und wird ausschließlich durch die Güterzüge auf dem Nordring genutzt. Nach dem Rückbau der Ladegleise sind keine Nebengleise mehr vorhanden.

### Stellwerke und Sicherungstechnik
Während des Lokalbahnbetriebs wurden die Weichen der Station vor Ort gestellt. 1939 stattete die Deutsche Reichsbahn den Bahnhof Daglfing mit mechanischer Stellwerkstechnik und Formsignalen aus. Sie errichtete ein im Empfangsgebäude untergebrachtes Fahrdienstleiterstellwerk und zwei Wärterstellwerke, die in der Einheitsbauart ausgeführt waren. Das Wärterstellwerk 1 befand sich im Südkopf bei Kilometer 31,197 auf der Westseite der Gleise, Wärterstellwerk 2 im Nordkopf bei Kilometer 30,261 ebenfalls auf der Westseite. Im Oktober 1949 wurde das Wärterstellwerk 2 aufgelassen und seine Aufgaben auf das Fahrdienstleiterstellwerk übertragen. Mit dem Umbau des Südkopfes Anfang der 1970er musste das Wärterstellwerk 1 nach Süden verlegt werden; die Deutsche Bundesbahn errichtete hierfür bei Kilometer 31,470 ein elektromechanisches Hilfsstellwerk der Bauart E43. Zum 21. Juni 1998 legte die Deutsche Bahn die beiden Stellwerke still und ersetzte die Formsignale durch Lichtsignale nach dem H/V-Signalsystem. Seitdem wird der Bahnhof aus dem Spurplandrucktastenstellwerk in Unterföhring ferngestellt.
Der Bahnübergang der Daglfinger Straße wurde bis 1987 mechanisch durch einen Schrankenwärter bedient. Ende 1987 modernisierte die Deutsche Bundesbahn die Anlage und hob den Schrankenposten auf; seitdem wird der Bahnübergang vom Fahrdienstleiter bedient.

## Verkehr

### Personenverkehr
1914 hielten in Daglfing täglich sechs Zugpaare zwischen München Ost und Ismaning. Nach der Streckenelektrifizierung erhöhte die Deutsche Reichsbahn das Zugangebot: im Sommerfahrplan 1930 wurde Daglfing durch elf Zugpaare bedient. Infolgedessen stiegen die Fahrgastzahlen am Bahnhof Daglfing beträchtlich: Während im Betriebsjahr 1926 noch 7871 Fahrkarten verkauft wurden, waren es im Betriebsjahr 1930 bereits 28.822. Bis zum Zweiten Weltkrieg blieb das Zugangebot in etwa konstant.
In den 1950er Jahren verkehrten werktags bis zu 16 Zugpaare auf der Strecke. In den 1960er Jahren reduzierte die Deutsche Bundesbahn den Verkehr, sodass nur noch vier Zugpaare an Werktagen in Daglfing hielten. Die Zahl der verkauften Fahrkarten ging von 31.136 im Betriebsjahr 1950 auf 1523 im Jahr 1970 zurück. Für den S-Bahn-Umbau stellte die DB den Zugverkehr am 28. Mai 1972 vollständig auf Busersatzverkehr um. Ab dem 30. September 1973 bediente die Linie S 3 der S-Bahn München zwischen Maisach und Ismaning den Bahnhof im 20-Minuten-Takt. Seit der Streckenverlängerung zum Flughafen 1992 wird Daglfing durch die Linie S 8 bedient.
| Linie                    | Linienverlauf | Taktfrequenz    |
| ------------------------ | --- | --------------- |
| S8                       | Herrsching – Seefeld-Hechendorf – Steinebach – Weßling – Neugilching – Gilching-Argelsried – Geisenbrunn – Germering-Unterpfaffenhofen – Harthaus – Freiham – Neuaubing – Westkreuz – Pasing – Laim – Hirschgarten – Donnersbergerbrücke – Hackerbrücke – Hauptbahnhof – Karlsplatz (Stachus) – Marienplatz – Isartor – Rosenheimer Platz – Ostbahnhof – Leuchtenbergring – Daglfing – Englschalking – Johanneskirchen – Unterföhring – Ismaning – Hallbergmoos – Flughafen Besucherpark – Flughafen München | 20-Minuten-Takt |
| Stand: 11. Dezember 2022 | |                 |

Westlich und östlich des Bahnübergangs sind Bushaltestellen vorhanden, von denen die jeweils vor dem Bahnübergang gelegene nur zum Ausstieg dient. 2023 halten am Bahnhof die Stadtbuslinien 183 vom Arabellapark nach Messestadt West sowie 188 und 189 nach Unterföhring.

### Güterverkehr
Der örtliche Güterverkehr im Bahnhof Daglfing war stets eher gering. Im ersten vollständigen Betriebsjahr 1910 wurden in der Ortsgüteranlage insgesamt 1337 Tonnen Güter verladen. Zwischen 1914 und 1924 richteten die Bayerischen Staatseisenbahnen drei private Gleisanschlüsse in Daglfing ein. Sie bedienten die Baustoffgroßhandlung Niggl im Nordkopf des Bahnhofs, die Seilerei Schwaigers Witwe nördlich des Bahnübergangs sowie das Schweißwerk Ruhland und eine Lagerhalle im Süden. Bis 1939 erhöhte sich das Güteraufkommen auf 3290 Tonnen. Im Zweiten Weltkrieg erreichte die Güterverladung im Jahr 1941 mit 17.383 Tonnen ihren Höhepunkt.
In den 1950er und 1960er Jahren wurden jährlich zwischen 6000 und 9000 Tonnen verladen. Danach ging das Güteraufkommen deutlich zurück: 1985 waren es nur noch 1265 Tonnen. Im März 1987 kündigte die Deutsche Bundesbahn den Gleisanschluss zum Schweißwerk und im September 1989 den letzten verbliebenen Anschluss zur Seilerei. Zum 24. September 1989 hob sie den Wagenladungstarifpunkt München-Daglfing auf, womit der örtliche Güterverkehr endete.

## Zustand
Im Rahmen des geplanten viergleisigen Ausbaus Daglfing–Johanneskirchen soll der bestehende Bahnhof durch einen neuen Bahnhof südlich der Daglfinger Straße ersetzt werden, daher werden kaum Investitionen in den Bahnhof getätigt. Der marode Zustand und die fehlende Barrierefreiheit wurden schon vielfach in Politik und Presse kritisiert.